# Micranthes pilosa
Micranthes pilosa là một loài thực vật có hoa trong họ Saxifragaceae. Loài này được (Haw.) Bush miêu tả khoa học đầu tiên năm 1928.